# باشگاه فوتبال آپولون لیماسول
باشگاه فوتبال آپولون لیماسول (یونانی: Απόλλων Λεμεσού, Apollon Lemesou) یک باشگاه فوتبال قبرسی است که در لیماسول پایه‌گذاری شده است.